# Pozo Redondo
Pozo Redondo es una localidad y un Consejo Popular perteneciente al municipio Batabanó, en la provincia de Mayabeque en la isla de  Cuba.
El censo del año 2002, arrojó una población 1062 habitantes, con 312 viviendas particulares.

## Historia
Parroquia del Partido de Batabanó, división administrativa histórica de la Jurisdicción de Bejucal en el Departamento Occidental de la isla de Cuba.